# Glabella trylobitów
Glabella – część ciała trylobitów.

Głowa trylobita. Glabella oznaczona na zielono

Glabella stanowi część osiową głowy i jest przedłużeniem rachis. Jest wyższa niż położone po bokach od niej policzki, od których odgraniczona jest bruzdami osiowymi (ang. axial furrows). Glabella może przybierać różny kształt i szerokość, ale zwykle jest silnie wypukła. Przez jej powierzchnię mogą biec częściowe lub całkowite bruzdy glabellarne (ang. glabellar furrows), wskazujące na jej pierwotną segmentację. Ku przodowi glabella może sięgać przedniej krawędzi głowy lub kończyć się wcześniej. W tym ostatnim przypadku znajduje się przed nią płaska część fixigenae nazywana polem preglabellarnym. Tylna część glabelli wydzielona bruzdą potyliczną nosi nazwę pierścienia potylicznego (ang. occipital ring).